# Botrychium crenulatum
Botrychium crenulatum är en låsbräkenväxtart som beskrevs av Wagner. Botrychium crenulatum ingår i släktet låsbräknar, och familjen låsbräkenväxter. Inga underarter finns listade i Catalogue of Life.